# The Hu
The Hu (hay còn viết cách điệu là The HU; tiếng Mông Cổ: ᠬᠦ
ᠬᠠᠮᠲᠤᠯᠢᠭ, chữ Mông Cổ: Хү хамтлаг, Hu hamtlag, viết tắt: Хү) là một ban nhạc metal dân gian của Mông Cổ được thành lập vào năm 2016, đặc trưng mang đậm truyền thống âm nhạc Mông Cổ với nhạc cụ Morin khuur (hay Mã đầu cầm), Tovshuur (hay đàn Thác bố tú nhĩ) và âm vị họng giọng hát Tuvan của người Mông Cổ. The Hu đã tự gọi phong cách âm nhạc của mình là Hunnu rock, từ Hu được lấy cảm hứng từ Hunnu – Hung Nô, một đế chế cổ xưa của vùng thảo nguyên Mông Cổ, được biết đến có liên kết với người Hung trong văn hóa phương Tây. Các bài hát của The Hu với lời nhạc, âm thanh đã nhấn mạnh tới văn hóa của người Mông Cổ, từ phong tục di chuyển thảo nguyên cho đến lịch sử chiến tranh tung hoành của dân tộc Mông Cổ.

## Hoạt động
The Hu được thành lập năm 2016 ở thủ đô Ulaanbaatar, Mông Cổ, đi vào hoạt động thời kỳ đầu trong nước. Các thành viên cùng tập luyện, quyết định phong cách âm nhạc của nhóm, với mục tiêu sử dụng âm nhạc, lấy heavy metal để thể hiện âm nhạc dân gian của dân tộc – một chủng tộc nổi tiếng trong lịch sử thế giới trung đại nhưng dần mất đi vị trí thời hiện đại, góp phần mở rộng văn hóa Mông Cổ. Ban nhạc bắt đầu thu hút người hâm mộ, mở rộng độ nổi bật từ năm 2018.
Ngày 27 tháng 09 năm 2018, The Hu tạo kênh Youtube The HU, xác nhận và công bố âm nhạc. Sau đó, ban nhạc tiến hành hợp tác với các hãng âm nhạc, hệ thống nhạc rock xung quanh rồi mở rộng ra thế giới với NPR, The Economic Times, Playboy Mexico, Jack Canal+Fr, Hong Kong 01, DW News Germany. Mùa thu 2018, The Hu phát hành hai video trên YouTube là Wolf Totem ngày 16 tháng 11 và Yuve Yuve Yu ngày 28 tháng 11 đã cùng thu được hơn 100 triệu lượt xem vào tháng 10 năm 2020. Vào ngày 11 tháng 04 năm 2019, Wolf Totem đạt vị trí số 1 trên bảng xếp hạng Billboard, hạng mục Hard Rock Digital Song Sales, giúp The Hu trở thành ban nhạc Mông Cổ đầu tiên giành được vị trí đứng đầu trên một bảng xếp hạng Billboard.  Wolf Totem cũng đã ở vị trí thứ 22 trên bảng xếp hạng âm nhạc Hot Rock & Alternative Songs lúc ra mắt. Bên cạnh đó, Yuve Yuve Yu đạt vị trí thứ 7 trên bảng xếp hạng Hard Rock Digital Song Sales.
Vào ngày 17 tháng 05 năm 2019, The Hu đã gặp Tổng thống Mông Cổ Khaltmaagiin Battulga, nhận lời chúc mừng ban nhạc vì những với thành tích trong việc quảng bá đất nước.
Vào ngày 06 tháng 06 năm 2019, The Hu đã phát hành video lời bài hát cho đĩa đơn thứ ba Shoog Shoog. Vào tháng 06 và tháng 07 năm 2019, ban nhạc đã biểu diễn 23 buổi hòa nhạc tại 12 quốc gia châu Âu. Ban nhạc đã phát hành video âm nhạc cho đĩa đơn thứ tư The Great Chinggis Khaan vào ngày 23 tháng 08 năm 2019.
The Hu phát hành album đầu tiên vào ngày 13 tháng 09 năm 2019. Tên của album là The Gereg, là thuật ngữ được sử dụng cho hộ chiếu ngoại giao từ thời Thành Cát Tư Hãn. Album The Gereg đã được phát hành trên toàn thế giới với bởi hãng Eleven Seven Records. Album ra mắt đạt vị trí quán quân trong danh sách World Albums của Billboard, khiến ban nhạc trở thành ban nhạc Mông Cổ đầu tiên dẫn đầu danh sách này. Ban nhạc bắt đầu chuyến lưu diễn Bắc Mỹ đầu tiên từ tháng 09 năm 2019 đến tháng 12 năm 2019. Vào ngày 04 tháng 10, ban nhạc đã phát hành phiên bản mới của Yuve Yuve Yu, với giọng hát mới của Danny Case thuộc ban nhạc From Ashes to New. Vào tháng 11, bài hát Black Thunder/Sugaan Essena của The Hu đã được sử dụng trong trò chơi điện tử Star Wars Jedi: Fallen Order. Vào ngày 13 tháng 12, ban nhạc đã phát hành bản phối lại của Wolf Totem, với sự góp mặt của giọng ca chính Jacoby Shaddix của nhóm Papa Roach. Phiên bản này sẽ góp mặt trong bộ phim kinh dị The Retaliators dự kiến ra mắt năm 2020. Vào ngày 01 tháng 05 năm 2020, bản phối lại của Song of Women với sự góp mặt của Lzzy Hale của ban nhạc rock Halestorm đã được phát hành trực tuyến.
Vào ngày 28 tháng 06 năm 2020, The Hu đã tải lên YouTube buổi hòa nhạc gây quỹ nỗ lực cứu trợ Đại dịch COVID-19 của nhóm. Trong một cuộc phỏng vấn trước buổi hòa nhạc, ban nhạc cho biết họ có kế hoạch phát hành album thứ hai vào năm 2021.

## Thành viên
The Hu có bốn thành viên chính từ khi thành lập, bao gồm Gala, Jaya, Enkush và Temka, chuyến sử dụng Mã đầu cầm, Thác bố tú nhĩ, Khẩu huyền và âm vị họng giọng hát Tuvan cùng hòa phối kết hợp tạo thành âm nhạc dân gian Mông Cổ phiên bản hiện đại, đặc trưng heavy metal:
- Galbadrakh Tsendbaatar hay còn gọi là Gala – chuyên Morin Khuur (Mã đầu cầm), đặc trưng âm vị họng giọng hát Tuvan (2016 – nay).
- Nyamjantsan Galsanjamts hay còn gọi là Jaya – chuyên Khẩu huyền (hay đàn môi Jew, Tsuur), âm vị họng giọng hát Tuvan (2016 – nay).
- Enkhsaikhan Batjargal hay còn gọi là Enkush – chuyên Morin Khuur (Mã đầu cầm), âm vị họng giọng hát Tuvan (2016 – nay).
- Temuulen Naranbaatar hay còn gọi là Temka – chuyên Tovshuur (đàn Thác bố tú nhĩ), giọng ca phụ (2016 – nay).

| The Hu    | The Hu                 | The Hu                   | The Hu                | The Hu                 |
| --------- | ---------------------- | ------------------------ | --------------------- | ---------------------- |
| Hình ảnh  |                        |                          |                       |                        |
| Tên gọi   | Galbadrakh Tsendbaatar | Nyamjantsan Galsanjamts  | Enkhsaikhan Batjargal | Temuulen Naranbaatar   |
| Biệt danh | Gala（Галаа）          | Jaya（Жаяа）             | Enkush（Энхүүш）      | Temka（Тэмка）         |
| Nhạc cụ   | Mã đầu cầm, Tuvan      | Khẩu huyền, Tsuur, Tuvan | Mã đầu cầm, Tuvan     | Tovshuur, giọng ca phụ |

Ngoài ra, The Hu còn có các thành viên tham gia phối hợp các chuyến lưu diễn:
- Jambaldorj Ayush hay còn gọi là Jamba – chuyên Guitars, giọng hát phụ (2019 – nay).
- Nyamdavaa hay còn gọi là Davaa – chuyên Bass, giọng hát phụ (2020 – nay).
- Unumunkh Maralkhuu aka Ono – chuyên Bộ gõ, Khẩu huyền Tsuur, giọng ca phụ (2019 – nay).
- Odbayar Gantumur hay còn gọi là Odko – chuyên Trống (2019 – nay).

## Đĩa nhạc

### Album
| Tên       | Nội dụng                                                                                           | Bảng xếp hạng quốc tế | Bảng xếp hạng quốc tế | Bảng xếp hạng quốc tế | Bảng xếp hạng quốc tế | Bảng xếp hạng quốc tế | Bảng xếp hạng quốc tế | Bảng xếp hạng quốc tế | Bảng xếp hạng quốc tế | Bảng xếp hạng quốc tế | Bảng xếp hạng quốc tế |
| Tên       | Nội dụng                                                                                           | Úc                    | Áo                    | Bỉ                    | Canada                | Phần Lan              | Pháp                  | Đức                   | Thụy Sĩ               | Anh                   | Hoa Kỳ                |
| --------- | -------------------------------------------------------------------------------------------------- | --------------------- | --------------------- | --------------------- | --------------------- | --------------------- | --------------------- | --------------------- | --------------------- | --------------------- | --------------------- |
| The Gereg | - Phát hành: 13 tháng 09 năm 2019 - Hãng: Eleven Seven - Thể loại: CD, digital download, streaming | 11                    | 25                    | 38                    | 73                    | 32                    | 99                    | 24                    | 14                    | 21                    | 103                   |

### Đĩa đơn
| Tên                                                  | Năm  | Peak chart positions | Peak chart positions | Peak chart positions | Peak chart positions | Peak chart positions | Album     |
| Tên                                                  | Năm  | Rock Canada          | US Main.             | US Rock              | US Rock Dig.         | US World             | Album     |
| ---------------------------------------------------- | ---- | -------------------- | -------------------- | -------------------- | -------------------- | -------------------- | --------- |
| Yuve Yuve Yu (solo, cùng ban nhạc From Ashes to New) | 2018 | 49                   | 4                    | 35                   | 7                    | 2                    | The Gereg |
| Wolf Totem (solo, cùng ban nhạc Jacoby Shaddix)      | 2018 | 34                   | 5                    | 22                   | 1                    | 1                    | The Gereg |
| Shoog Shoog                                          | 2019 | —                    | —                    | —                    | —                    | 24                   | The Gereg |
| The Great Chinggis Khaan                             | 2019 | —                    | —                    | —                    | —                    | —                    | The Gereg |
| Song of Women (solo, cùng ca sĩ Lzzy Hale)           | 2020 | —                    | —                    | —                    | —                    | —                    | The Gereg |

## Giải thưởng
- Vào ngày 27 tháng 11 năm 2019, The Hu đã được trao giải thưởng nhà nước cao nhất của Mông Cổ, Huân chương Thành Cát Tư Hãn, vì đã đóng góp quảng bá văn hóa Mông Cổ trên toàn thế giới.[37]